# 橋本一子
橋本 一子（はしもと いちこ、1952年7月1日— ）是日本爵士鋼琴家、作曲家及歌手。
橋本一子出生於兵庫縣神戶市，並在東京都長大，5歲時候開始練鋼琴。她於1975年在武藏野音樂大學畢業。
她的單獨專輯風格主要是帶有印象主義色彩的爵士樂。
她還為競演、廣告、電影等創作原聲，出演過電影，擔任過聲優，寫過小說等等。

## 外部連結
- （日語） 橋本一子官方網站[永久]